# Pleurogona
Pleurogona — rząd zwierząt morskich należących do gromady żachw. Należący do tego rzędu gatunek Styela clava to gatunek inwazyjny, podobnie jak przedstawiciele rodzaju Botrylloides oraz Botryllus schlosseri.
Systematyka
Do rzędu zalicza się jeden podrząd i następujące rodziny:
- Stolidobranchia Lahille, 1887
  - Molgulidae Lacaze-Duthiers, 1877
  - Pyuridae Hartmeyer, 1908
  - Styelidae Sluiter, 1895